# Побједа (албум)
Побједа је четврти албум певача Бојана Томовића. Албум је издат 14. фебруарa 2014. године за издавачку кућу Gold Audio Video. Томовић је написао текстове за све песме, сем за песму Црна Горо волим те, коју му је написао Љубо Јововић.

## Списак песама
| №   | Назив                                 | Трајање |  |
| 1.  | Нико никада                           |         |  |
| 2.  | Огледало                              |         |  |
| 3.  | Сунце и море                          |         |  |
| 4.  | Побједа                               |         |  |
| 5.  | Све је слатко кад си ту               |         |  |
| 6.  | Јави се, јави                         |         |  |
| 7.  | Црна Горо волим те                    |         |  |
| 8.  | Као мајска зора                       |         |  |
| 9.  | Рођендан (Бонус песма)                |         |  |
| 10. | Венерика (Бонус песма)                |         |  |
| 11. | Покуцала срећа на врата (Бонус песма) |         |  |